# Paul Strathern
Paul Strathern (né en 1940 à Londres) est un écrivain et universitaire écossais-irlandais qui fut professeur de philosophie et de mathématiques à l'Université de Kingston,,.
Outre cinq romans, il a également écrit de nombreux livres sur la science, la philosophie, l'histoire, la littérature, la médecine et l'économie. Ses œuvres les plus notables incluent Philosophy in 90 Minutes series (en), Le rêve de Mendeleïev (2000) ayant été sélectionné pour le Royal Society Prizes for Science Books (en) et ses best-sellers ont été traduits dans plus d'une vingtaine de langues. Son ouvrage sur l'histoire économique Dr Strangelove's Game (2001) a été choisi comme livre d'affaires Google de l'année. Son roman Une saison en Abyssinie a remporté le Prix Somerset-Maugham en 1972,.

## Biographie
Paul Strathern a étudié au Trinity College de Dublin, après quoi il a servi dans la marine marchande pendant deux ans. Il a ensuite vécu sur une île grecque. En 1966, il a voyagé par voie terrestre au travers de l'Inde et dans l'Himalaya. 